# Parahyponomeuta egregiella
Parahyponomeuta egregiella är en fjärilsart som beskrevs av Philogène Auguste Joseph Duponchel 1838. Parahyponomeuta egregiella ingår i släktet Parahyponomeuta och familjen spinnmalar. Inga underarter finns listade i Catalogue of Life.